# 1962 en Tunisie
Chronologie de la Tunisie
- 1958
- 1959
- 1960
- 1961
- 1962
- 1963
- 1964
- 1965
- 1966

Cet article présente les faits marquants de l'année 1962 en Tunisie ou relatifs à la Tunisie.

## Événements
- 23 mars : le « socialisme destourien » naît lorsque le Conseil national du Néo-Destour proclame l'adoption du socialisme[1].
- 2 avril : le président Habib Bourguiba épouse Wassila Ben Ammar.
- 25 décembre : le gouvernement tunisien annonce la découverte de la tentative de complot visant à assassiner le président Habib Bourguiba[2] ; les conjurés, dont beaucoup sont d'anciens résistants (Lazhar Chraïti, Ali Ben Salem, etc.) et certains des militaires en exercice (Moncef El Materi)[3], sont traduits devant une juridiction militaire après une campagne d'arrestations qui touche de 200 à 400 personnes et une chasse à l'homme dans la ville de Bizerte, d'où sont originaires une grande partie des conjurés.
- 31 décembre : 26 inculpés (18 civils et huit militaires) dont l'un est en fuite sont traduits pour complot contre la sûreté de l'État. Le tribunal est composé du président de la Haute Cour assisté de deux juges civils et deux juges militaires.

## Sports
- Championnats de Tunisie d'athlétisme 1962

### Football
- Équipe de Tunisie de football en 1962
- Championnat de Tunisie de football 1961-1962
- Championnat de Tunisie de football 1962-1963
- Coupe de Tunisie de football 1961-1962
- Coupe de Tunisie de football 1962-1963

### Handball
- Championnat de Tunisie masculin de handball 1961-1962
- Championnat de Tunisie masculin de handball 1962-1963

### Volley-ball
- Équipe de Tunisie de volley-ball en 1962
- Championnat de Tunisie masculin de volley-ball 1961-1962
- Championnat de Tunisie masculin de volley-ball 1962-1963

## Naissances en 1962
- Naissance en Tunisie en 1962

## Décès en 1962
- Décès en Tunisie en 1962